# Pieter Nierman
Pieter Antoon Nierman (Hilversum, Países Baixos, 29 de janeiro de 1901 — Países Baixos, 15 de setembro de 1976) foi um prelado holandês da Igreja Católica e bispo emérito de Groningen-Leeuwarden.

## Biografia
Nierman estudou para o sacerdócio em Utrecht, onde foi ordenado sacerdote em 15 de agosto de 1924, juntamente com seu colega de seminário, Bernard Alfrink. Após sua ordenação, serviu como capelão em Borne e Utrecht, e mais tarde como pároco em Oosterhout.
Em 1954, Nierman tornou-se deão de Groningen.
Depois que a diocese de Groningen foi separada da diocese de Utrecht em 1955, ele foi nomeado o primeiro bispo da nova diocese, que abrangia Groningen, Drenthe, Frísia e Noordoostpolder, em 10 de março de 1956.
Ele foi, portanto, o primeiro bispo de Groningen após a restauração da hierarquia episcopal em 1853. Uma diocese de Groningen já havia sido estabelecida no século XVI, mas nenhum dos sucessores do franciscano Johannes Knijff conseguiu realmente entrar na cidade.
Nierman foi consagrado bispo em 11 de maio de 1956, por seu colega de classe, o arcebispo Alfrink de Utrecht, que ainda não era cardeal. Como seu lema, Nierman escolheu o verso do Salmo 46: Deus refugium et virtus (Deus, refúgio e força).
Pieter participou do Concílio Vaticano II proclamado pelo Papa João XXIII e posteriormente tentou colocar os resultados daquele concílio em prática em sua diocese.
Em 21 de maio de 1969, Nierman aposentou-se a seu próprio pedido. Faleceu num hospital em Hilversum e foi sepultado no Mosteiro de Santa Isabel, em Lage Vuursche. Em 1998, porém, seus restos mortais foram transferidos ao Cemitério Católico de Groningen.